# شونسوکه میچیدا
شونسوکه میچیدا (ژاپنی: 道枝 駿佑؛ زادهٔ ۲۵ ژوئیهٔ ۲۰۰۲) بازیگر اهل ژاپن است.